# جان إيف أمبرير
جان إيف أمبرير (بالفرنسية:Jean-Yves Empereur) ولد عام 1952م هو عالم آثار فرنسي درس الأدب الكلاسيكي في جامعة باريس الرابعة - السوربون وحصل على دكتوراه في علم الآثار في عام 1977.
وهو عضو سابق (منذ 1978) والأمين العام (1982-2000) للمدرسة الفرنسية بأثينا. أجرى بعض الحفريات بما في ذلك بعض حفريات تحت سطح البحر في اليونانوقبرص وتركيا على مواقع ثاسوس وأماثوس. وهو باحث من المركز الوطني الفرنسي للبحث العلمي ومدير مركز الدراسات السكندرية الذي أسسه عام 1990، ومنذ ذلك الحين وهو يقود الأبحاث الأثرية في الإسكندرية، على الأرض وتحت الماء.

## الحفريات الأثرية
أجرى جان بعض الحفريات الطارئة في الاسكندرية بوسط المدينة. المدينة الحديثة بنيت فوق القديمة، مما يعني أن الحفريات الأثرية تصبح متاحة فقط عندما يتم هدم المباني الحديثة لأسباب مدنية. في أرض ديانا توجد فيلا رومانية من القرن الثاني الميلادي تحتوي على بعض الفسيفساء الجميلة.
في عام 1993 كان من المقرر بناء سد في الموقع المفترض لفنار الإسكندرية. جان إيف وجان-بيير كورتيجياني وحوالي ثلاثون غواص شرعوا في عملية الإنقاذ من خلال البدء ببعض الحفريات في 2.25 هكتار في منطقة تقع إلى الشمال الشرقي من قلعة قايتباي.
حتى عام 1996، أدت تلك الحفريات في ميناء الإسكندرية الغربي إلى اكتشاف العديد من بقايا الآثار: 5000 كتلة معمارية يصل وزنها إلى 75 طن وأعمدة وعواصم وتماثيل ضخمة مكسرة وعشرات التماثيل لأبي الهول، وقبل كل شيء بقايا المنارة نفسها. تم إعادة تجميع باب ذو عرض 12 متر مُصنع من الجرانيت الأسواني. كما تم العثور على بعض التماثيل العملاقة التي كانت تقف أمام المنارة تجسد الملوك والملكات البطالمة. ويأمل جان أن يصبح هذا الموقع الرائع مفتوحًا للغواصين الهواة في المستقبل.
في آذار / مارس 1997، تم اكتشاف جبانة القباري -مدينة الموتى السكندرية- أثناء بناء جسر يربط ميناء الإسكندرية بطريق القاهرة - الإسكندرية الصحراوي. طلب مدير المتاحف والمواقع الأثرية في الإسكندرية مساعدة جان في 27 يونيو لاكتشاف الموقع الأثري حيث ظهرت الخريطة العامة للمدينة القديمة وظهرت الشوارع التي تتبع رسومات دينوقراطيس أول مخطط عمراني معماري.